# A Bid for Fortune (film 1911)
A Bid for Fortune è un cortometraggio muto del 1911 diretto da Bert Haldane.

## Trama
Un usurpatore finge di aver ereditato una fortuna dall'Australia.

## Produzione
Il film fu prodotto dalla Hepworth.

## Distribuzione
Distribuito dalla Hepworth, il film - un cortometraggio in una bobina - uscì nelle sale cinematografiche britanniche nell'ottobre 1911.
Si conoscono pochi dati del film che, prodotto dalla Hepworth, fu distrutto nel 1924 dallo stesso produttore, Cecil M. Hepworth. Fallito, in gravissime difficoltà finanziarie, il produttore pensò in questo modo di poter almeno recuperare il nitrato d'argento della pellicola.